# Temple E (Selinunt)
El Temple E (en toscà: Tempio E) de Selinunt (Sicília) és un temple grec d'ordre dòric. Es troba sobre un turó a l'est de l'acròpoli de la ciutat.

## Història
Al Temple E se'l coneix també com a Temple d'Hera, ja que una inscripció trobada en una estela  indica que s'havia dedicat a Hera. Alguns erudits, però, sostenen que degué haver estat dedicat a Afrodita, d'acord amb algunes estructures paral·leles. El van construir cap a mitjan segle vi abans de la nostra era sobre els fonaments d'un edifici més antic. És el millor conservat dels temples de Selinunt. A causa d'aquesta incertesa sobre la deïtat venerada, l'edifici es coneix tradicionalment en la recerca pel seu acrònim, però el seu aspecte actual és el resultat de l'anastilosi (una reconstrucció realitzada amb el material originari), que es va fer de manera polèmica entre el 1956 i el 1959 per l'arqueòleg italià Jole Bovio Marconi. La restauració, en qualsevol cas, l'ha convertit en el més impressionant dels temples de Selinunt en l'actualitat.
Sembla que va haver-hi dos temples anteriors al mateix emplaçament, el primer dels quals fou destruït per un incendi en el 510 abans de la nostra era.

## Descripció
El temple perípter pertany a l'època de transició del període arcaic al clàssic. Té un peristil de 25,33 m d'ample per 67,82 m de llarg amb sis columnes al front (hexàstil) i quinze als laterals llargs. Les columnes fan 10,19 m d'alt cadascuna i tenen restes de l'estuc que les recobria. Com a resultat, la planta és inusualment allargada. Té com a característica múltiples escales que creen un sistema de nivells successius: deu graons duen a l'entrada en la part est, sis graons condueixen al naos després del pronaos in antae, i en acabant altres sis graons condueixen a l'àditon a la part posterior del naos. Darrere de l'àditon, separat per una paret, n'hi havia l'opistòdom in antae. Hi ha moltes il·lusions òptiques típiques de l'ordre dòric, com ara un fort estrenyiment de les columnes als extrems (èntasi), reducció als cantons i ampliació de les mètopes al final.
El fris dòric de la part superior de les parets del naos es componia de mètopes que representaven figures humanes, amb els caps i les parts nues de les dones fetes de marbre de Paros i la resta amb pedra autòctona. Aquestes mètopes daten del voltant de l'any 470 abans de la nostra era i demostren l'evolució cap a l'estil clàssic. Se'n conserven quatre mètopes: Hèracles matant l'amazona Antíope, el matrimoni d'Hera i Zeus, Acteó devorat pels gossos de caça d'Àrtemis, Atena matant el gegant Encèlad, i una altra mètopa més fragmentada que potser representa Apol·lo i Dafne. Totes se'n conserven ara en el Museu Arqueològic de Palerm.

## Galeria

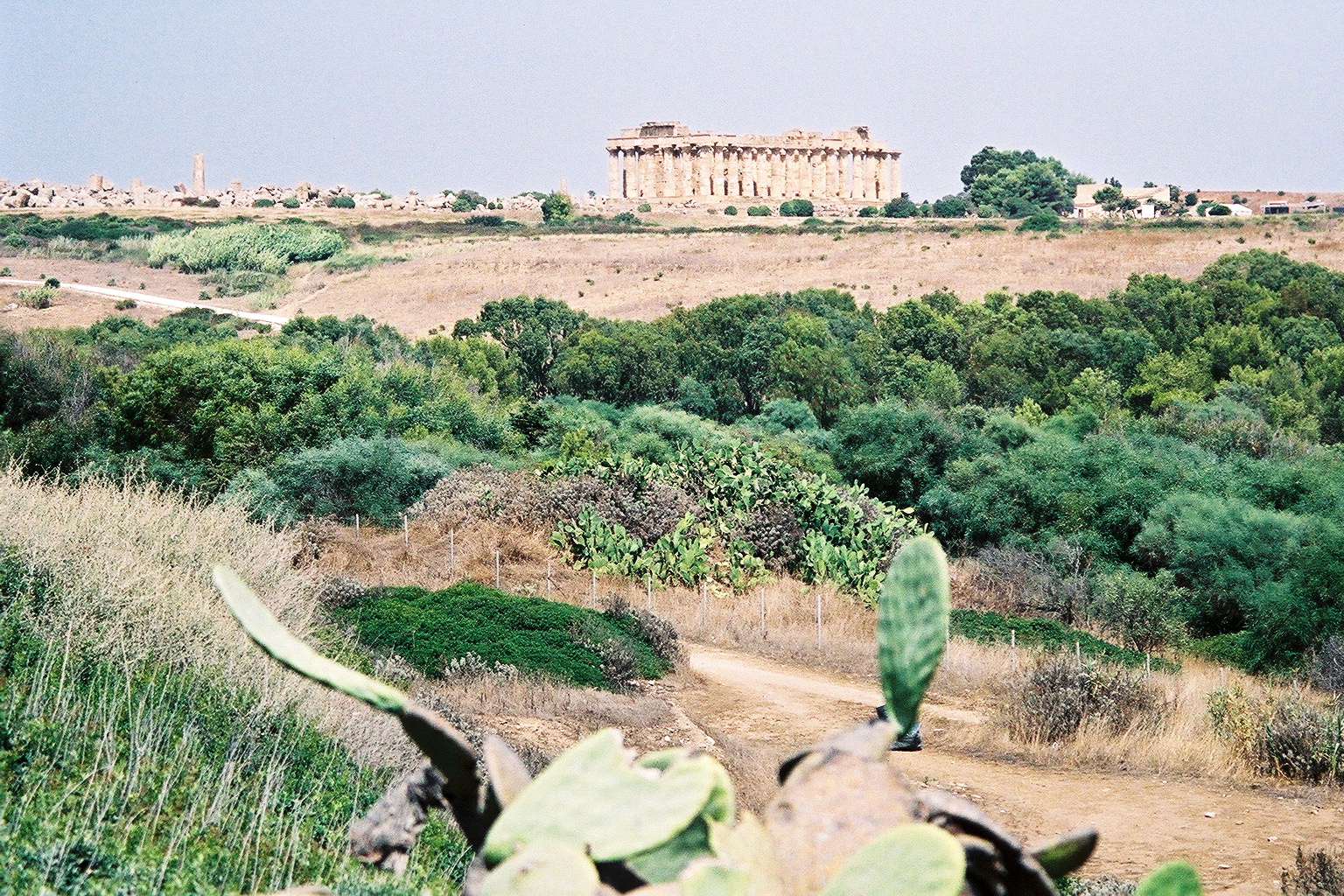
La muntanya est de Selinunt amb el Temple E

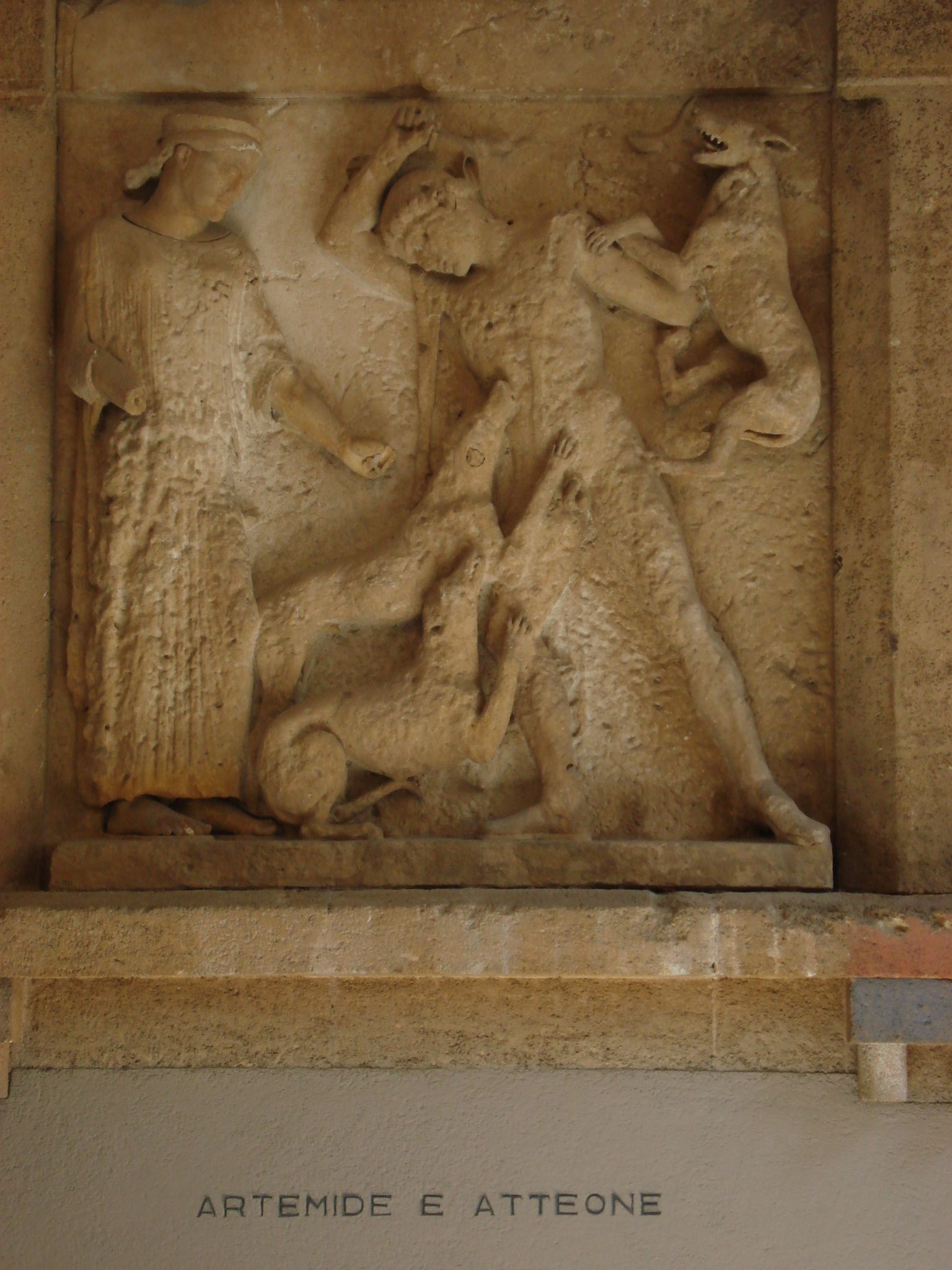
Àrtemis i Acteó

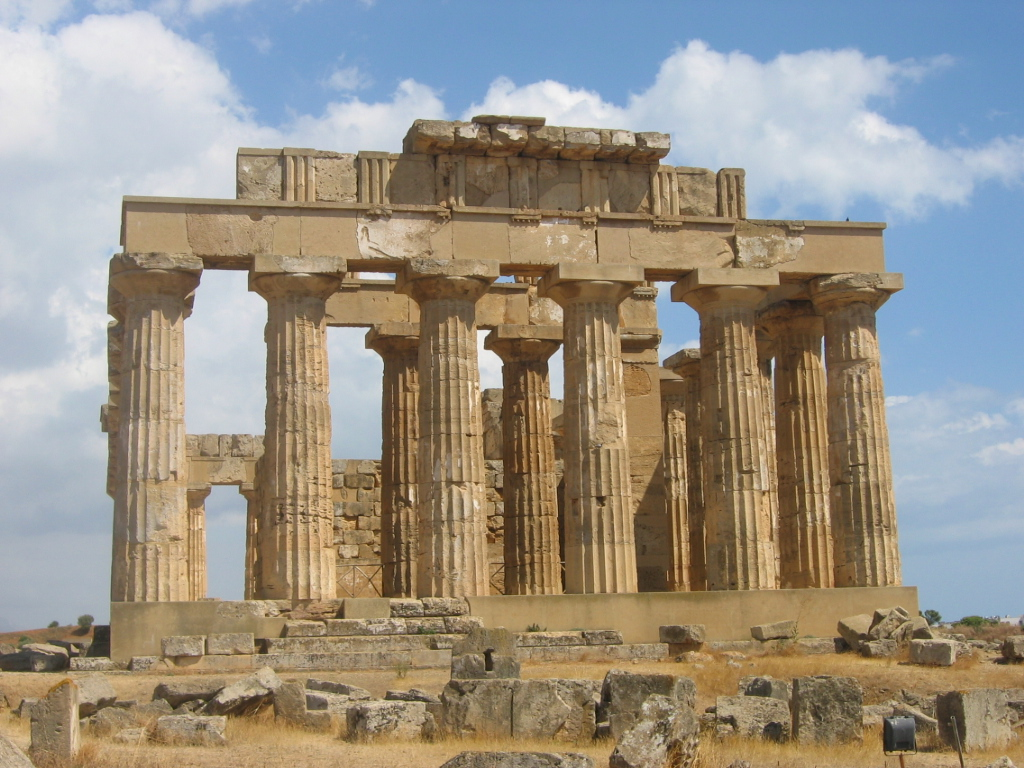
Tempero E a Selinunt, Sicília

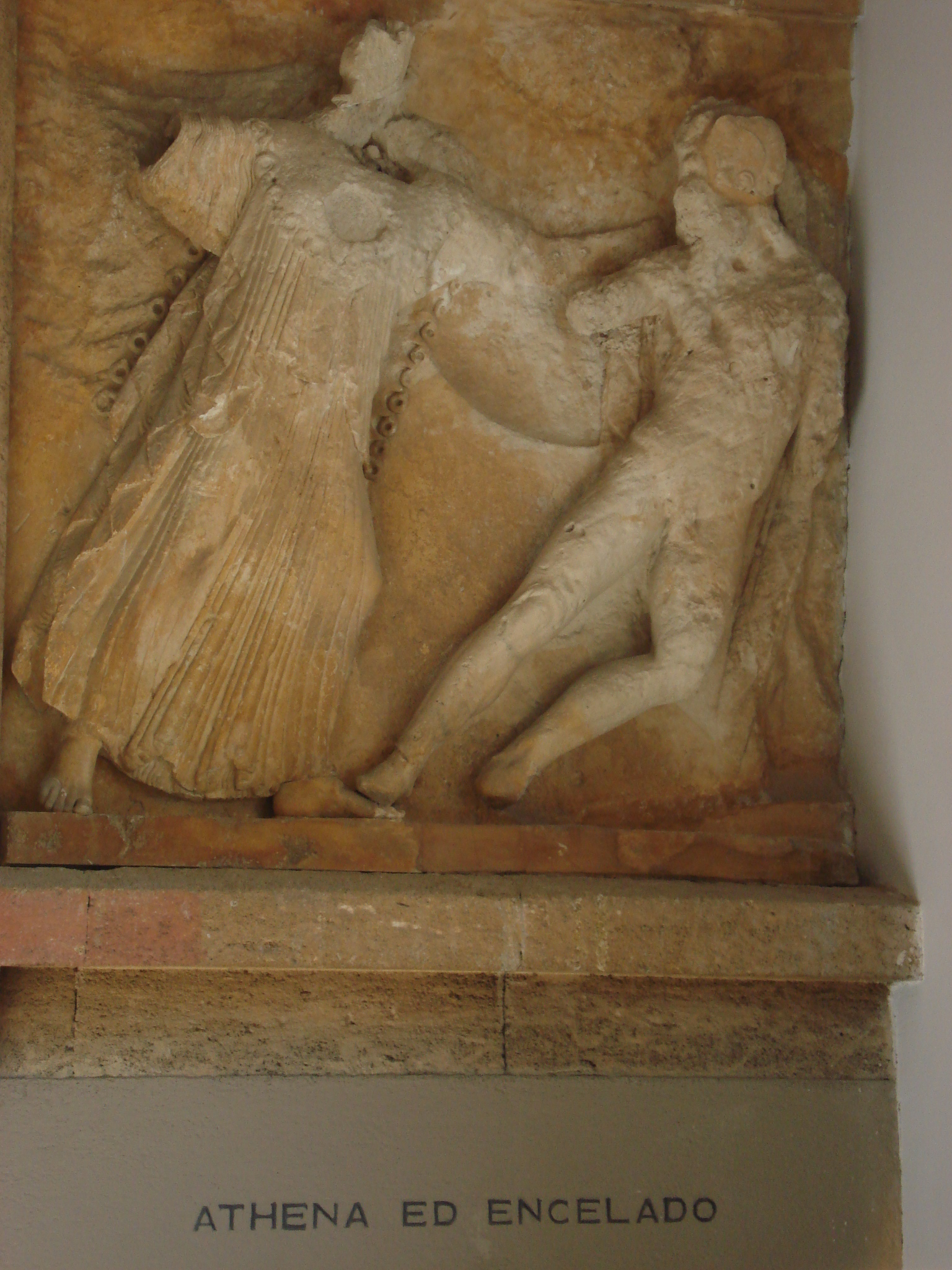
Atena i Encèlad

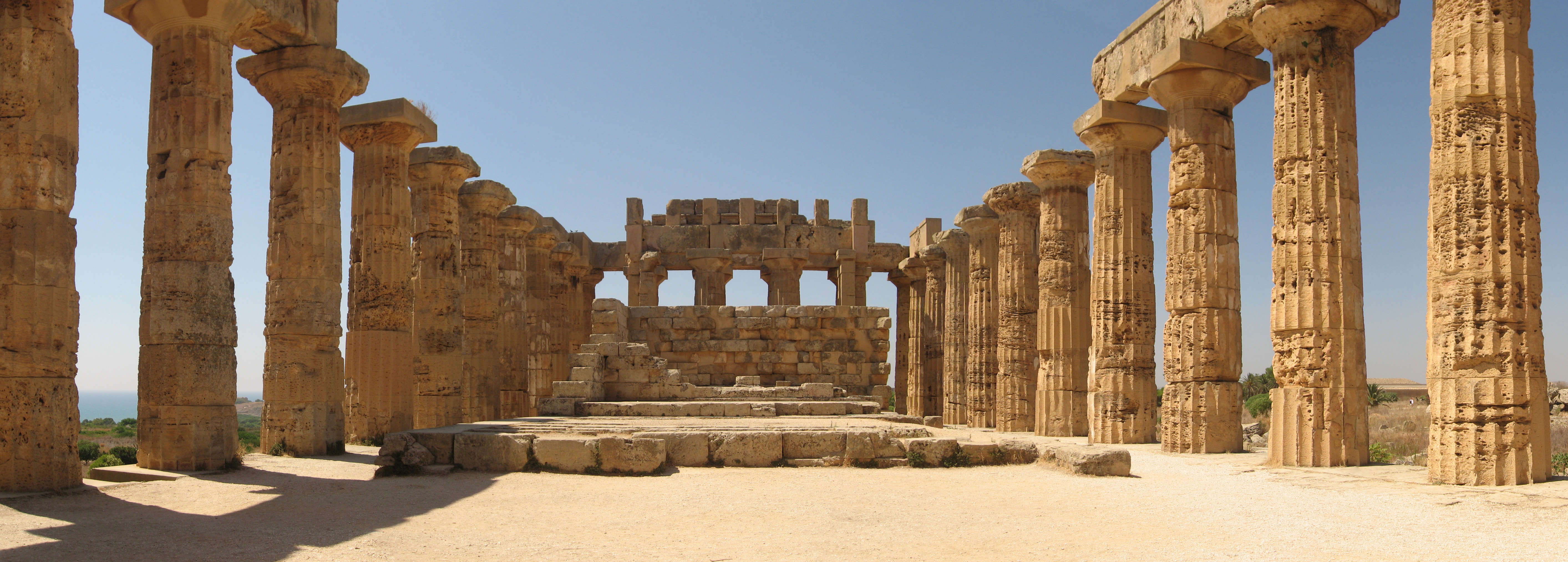
Vista de l'interior

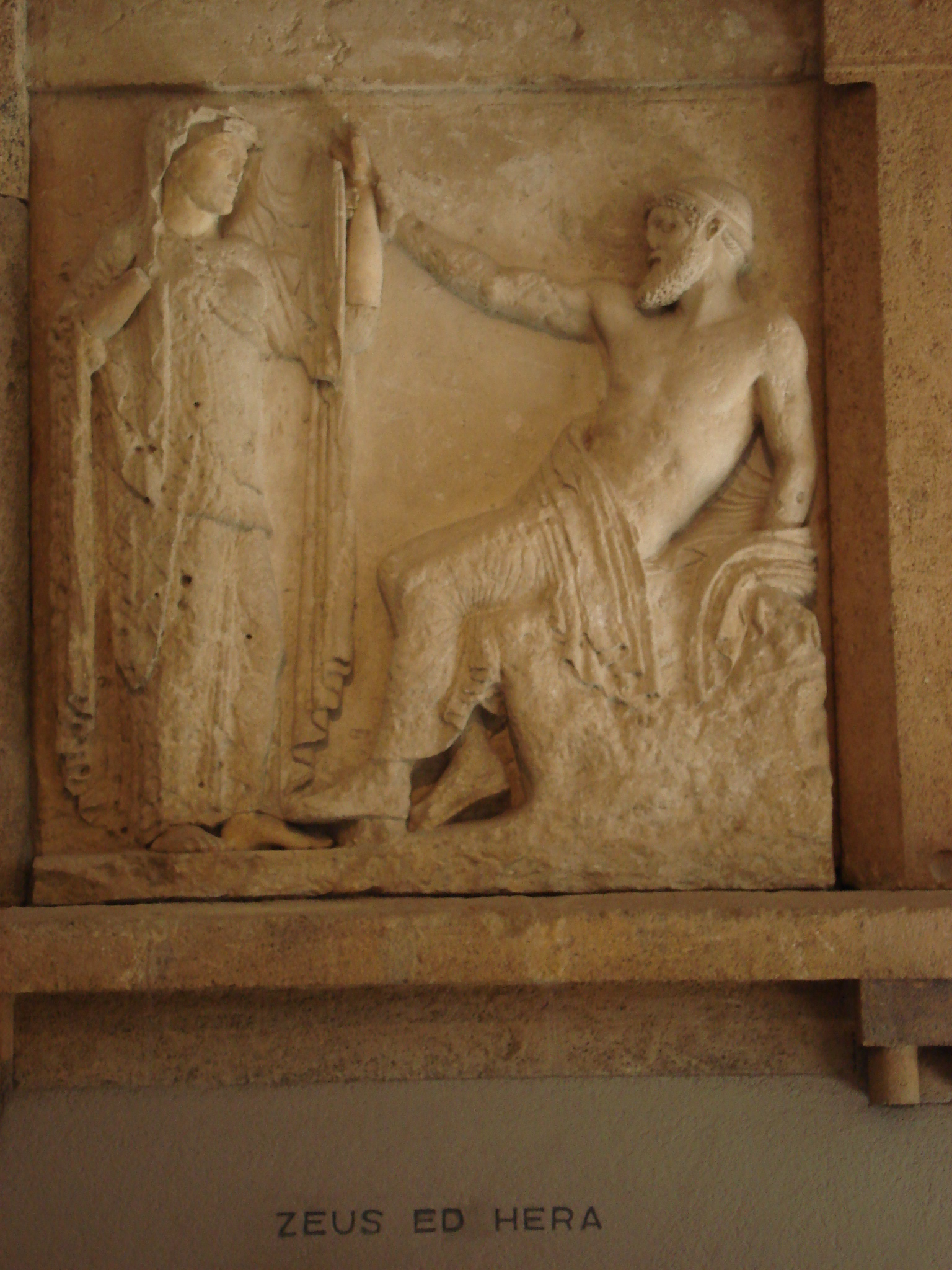
Zeus i Hera

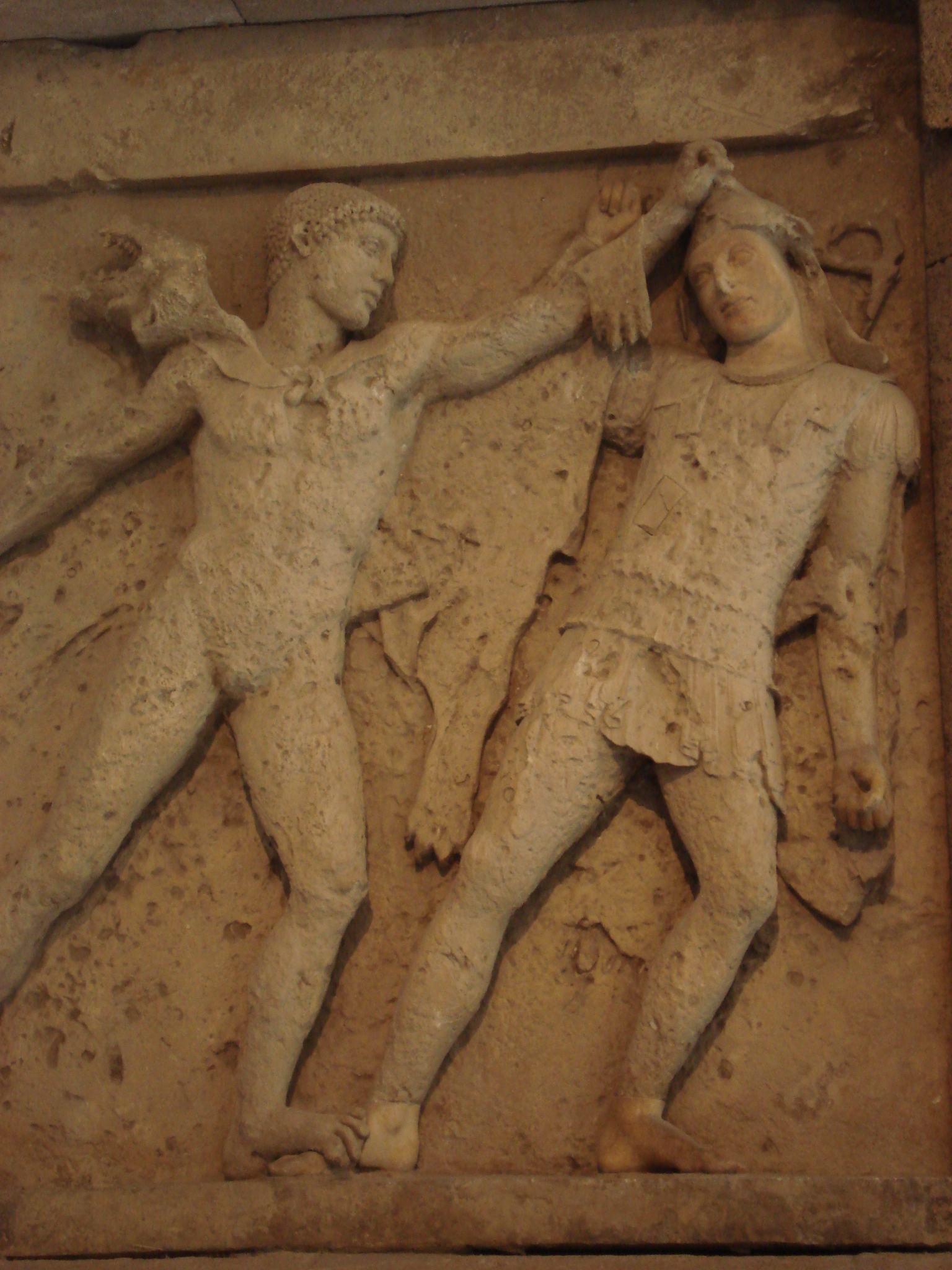
Hèracles i Antíope